# Freestyle-Skiing-Weltcup 1997/98
Die Saison 1997/98 war die 19. Saison des von der Fédération Internationale de Ski (FIS) veranstalteten Freestyle-Skiing-Weltcups. Sie begann am 1. August 1997 auf dem Mount Buller und endete am 15. März 1998 in Altenmarkt-Zauchensee. Ausgetragen wurden Wettbewerbe in den Disziplinen Aerials (Springen), Moguls (Buckelpiste), Dual Moguls (Parallelbuckelpiste) und Ballett.
Höhepunkt der Saison waren die Olympischen Winterspiele 1998 in Nagano.

## Männer

### Weltcupwertungen
| Rang | Name              | Punkte |
| ---- | ----------------- | ------ |
| 1.   | Fabrice Becker    | 109    |
| 2.   | Jonny Moseley     | 99     |
| 3.   | Ian Edmondson     | 97     |
| 4.   | Nicolas Fontaine  | 96     |
| 5.   | Heini Baumgartner | 94     |
| 6.   | Konrad Hilpert    | 92     |
| 7.   | Andy Capicik      | 90     |
| 8.   | Britt Swartley    | 89     |
| 9.   | Jean-Luc Brassard | 88     |
| 10.  | Darcy Downs       | 88     |

| Rang | Name                 | Punkte |
| ---- | -------------------- | ------ |
| 1.   | Nicolas Fontaine     | 672    |
| 2.   | Andy Capicik         | 632    |
| 3.   | Britt Swartley       | 624    |
| 4.   | Eric Bergoust        | 592    |
| 5.   | Aleš Valenta         | 536    |
| 6.   | Alexander Michailow  | 528    |
| 7.   | Jean-Damien Climonet | 504    |
| 8.   | David Belhumeur      | 504    |
| 9.   | Darcy Downs          | 488    |
| 10.  | Matt Chojnacki       | 484    |

| Rang | Name                     | Punkte |
| ---- | ------------------------ | ------ |
| 1.   | Jonny Moseley            | 596    |
| 2.   | Jean-Luc Brassard        | 528    |
| 3.   | Lauri Lassila            | 500    |
| 4.   | Jesper Rönnbäck          | 472    |
| 5.   | Stéphane Rochon          | 472    |
| 6.   | Dominick Gauthier        | 420    |
| 7.   | Fabrice Ougier           | 396    |
| 8.   | Sami Mustonen            | 388    |
| 9.   | Julien Regnier-Lafforgue | 360    |
| 10.  | Jay Vaughan              | 320    |

| Rang | Name                      | Punkte |
| ---- | ------------------------- | ------ |
| 1.   | Jesper Rönnbäck           | 364    |
| 2.   | Jean-Luc Brassard         | 316    |
| 3.   | Johann Grégoire           | 312    |
| 4.   | Fabrice Ougier            | 300    |
| 5.   | Stéphane Rochon           | 284    |
| 6.   | Kurre Lansburgh           | 280    |
| 7.   | Pierre-Alexandre Rousseau | 268    |
| 8.   | Dominick Gauthier         | 248    |
| 9.   | Stian Stian Overå         | 240    |
| 9.   | Sami Mustonen             | 240    |

| Rang | Name              | Punkte |
| ---- | ----------------- | ------ |
| 1.   | Fabrice Becker    | 388    |
| 2.   | Ian Edmondson     | 388    |
| 3.   | Heini Baumgartner | 376    |
| 4.   | Konrad Hilpert    | 368    |
| 5.   | Steven Roxberg    | 340    |
| 6.   | Antti Inberg      | 340    |
| 7.   | Mike McDonald     | 336    |
| 8.   | Toben Sutherland  | 304    |
| 9.   | Alexander Zika    | 276    |
| 10.  | Claudio Todaro    | 264    |

### Podestplätze

#### Moguls
| Datum             | Ort                | Disz. | 1. Platz          | 2. Platz             | 3. Platz                 |
| ----------------- | ------------------ | ----- | ----------------- | -------------------- | ------------------------ |
| 5. Dezember 1997  | Tignes             | MO    | Thony Hemery      | Jonny Moseley        | Laurent Niol             |
| 19. Dezember 1997 | La Plagne          | MO    | Jonny Moseley     | Jean François Cusson | Stéphane Rochon          |
| 20. Dezember 1997 | La Plagne          | MO    | Jonny Moseley     | Fabrice Ougier       | Lauri Lassila            |
| 11. Januar 1998   | Mont-Tremblant     | MO    | Jean-Luc Brassard | Dominick Gauthier    | Julien Regnier-Lafforgue |
| 24. Januar 1998   | Whistler-Blackcomb | MO    | Jean-Luc Brassard | Lauri Lassila        | Yugo Tsukita             |
| 30. Januar 1998   | Breckenridge       | MO    | Jonny Moseley     | Evan Dybvig          | Lauri Lassila            |
| 9. März 1998      | Hundfjället        | MO    | Jonny Moseley     | Jesper Rönnbäck      | Janne Lahtela            |
| 14. März 1998     | Zauchensee         | MO    | Jonny Moseley     | Fabrice Ougier       | Jean-Luc Brassard        |

#### Dual Moguls
| Datum            | Ort         | Disz. | 1. Platz          | 2. Platz          | 3. Platz        |
| ---------------- | ----------- | ----- | ----------------- | ----------------- | --------------- |
| 6. Dezember 1997 | Tignes      | DM    | Jean-Luc Brassard | Jesper Rönnbäck   | Fabrice Ougier  |
| 28. Februar 1998 | Châtel      | DM    | Johann Grégoire   | Kurre Lansburgh   | Travis Ramos    |
| 2. März 1998     | Châtel      | DM    | Fabrice Ougier    | Adrian Costa      | Stéphane Rochon |
| 10. März 1998    | Hundfjället | DM    | Jesper Rönnbäck   | Dominick Gauthier | Sami Mustonen   |
| 15. März 1998    | Zauchensee  | DM    | Johann Grégoire   | Jesper Rönnbäck   | Stian Overå     |

#### Aerials
| Datum             | Ort                 | Disz. | 1. Platz            | 2. Platz          | 3. Platz         |
| ----------------- | ------------------- | ----- | ------------------- | ----------------- | ---------------- |
| 1. August 1997    | Mount Buller        | AE    | Nicolas Fontaine    | Matt Chojnacki    | Andy Capicik     |
| 2. August 1997    | Mount Buller        | AE    | Eric Bergoust       | Britt Swartley    | Jeff Bean        |
| 12. Dezember 1997 | Tignes              | AE    | Britt Swartley      | Mariano Ferrario  | Andy Capicik     |
| 16. Dezember 1997 | Piancavallo         | AE    | Andy Capicik        | Nicolas Fontaine  | David Belhumeur  |
| 10. Januar 1998   | Mont-Tremblant      | AE    | Wassil Warabjou     | Eric Bergoust     | Britt Swartley   |
| 25. Januar 1998   | Blackcomb           | AE    | Eric Bergoust       | Nicolas Fontaine  | Jonathan Sweet   |
| 31. Januar 1998   | Breckenridge        | AE    | Kip Griffin         | David Belhumeur   | Nicolas Fontaine |
| 1. März 1998      | Châtel              | AE    | Alexander Michailow | Nicolas Fontaine  | Andy Capicik     |
| 7. März 1998      | Meiringen-Hasliberg | AE    | Nicolas Fontaine    | Aljaksej Hryschyn | Gerhard Melcher  |
| 13. März 1998     | Zauchensee          | AE    | Eric Bergoust       | Britt Swartley    | Nicolas Fontaine |

#### Ballett
| Datum           | Ort                 | Disz. | 1. Platz       | 2. Platz          | 3. Platz          |
| --------------- | ------------------- | ----- | -------------- | ----------------- | ----------------- |
| 9. Januar 1998  | Mont-Tremblant      | AC    | Fabrice Becker | Ian Edmondson     | Heini Baumgartner |
| 23. Januar 1998 | Blackcomb           | AC    | Fabrice Becker | Heini Baumgartner | Ian Edmondson     |
| 29. Januar 1998 | Breckenridge        | AC    | Konrad Hilpert | Steven Roxberg    | Ian Edmondson     |
| 7. März 1998    | Meiringen-Hasliberg | AC    | Ian Edmondson  | Fabrice Becker    | Antti Inberg      |
| 13. März 1998   | Zauchensee          | AC    | Fabrice Becker | Konrad Hilpert    | Heini Baumgartner |
| 13. März 1998   | Zauchensee          | AC    | Ian Edmondson  | Heini Baumgartner | Konrad Hilpert    |

## Frauen

### Weltcupwertungen
| Rang | Name                  | Punkte |
| ---- | --------------------- | ------ |
| 1.   | Nikki Stone           | 98     |
| 2.   | Jelena Batalowa       | 98     |
| 3.   | Oxana Kuschtschenko   | 96     |
| 4.   | Jacqui Cooper         | 94     |
| 5.   | Marja Elfman          | 93     |
| 6.   | Natalija Rasumowskaja | 91     |
| 7.   | Kirstie Marshall      | 90     |
| 8.   | Candice Gilg          | 89     |
| 9.   | Åsa Magnusson         | 89     |
| 10.  | Tatjana Mittermayer   | 89     |

| Rang | Name             | Punkte |
| ---- | ---------------- | ------ |
| 1.   | Nikki Stone      | 688    |
| 2.   | Jacqui Cooper    | 660    |
| 3.   | Kirstie Marshall | 632    |
| 4.   | Caroline Olivier | 596    |
| 5.   | Veronica Brenner | 584    |
| 6.   | Colette Brand    | 556    |
| 7.   | Natalja Orechowa | 556    |
| 8.   | Michèle Rohrbach | 500    |
| 9.   | Veronika Bauer   | 448    |
| 10.  | Ji Xiaoou        | 400    |

| Rang | Name                | Punkte |
| ---- | ------------------- | ------ |
| 1.   | Marja Elfman        | 560    |
| 2.   | Candice Gilg        | 536    |
| 3.   | Tatjana Mittermayer | 532    |
| 4.   | Ann Battelle        | 524    |
| 5.   | Kari Traa           | 516    |
| 6.   | Minna Karhu         | 464    |
| 7.   | Donna Weinbrecht    | 452    |
| 8.   | Kelly Ringstad      | 436    |
| 9.   | Gabriele Rauscher   | 424    |
| 10.  | Tae Satoya          | 420    |

| Rang | Name              | Punkte |
| ---- | ----------------- | ------ |
| 1.   | Kari Traa         | 344    |
| 2.   | Marja Elfman      | 340    |
| 3.   | Candice Gilg      | 336    |
| 4.   | Brooke Ballachey  | 308    |
| 5.   | Ann-Marie Pelchat | 296    |
| 6.   | Gabriele Rauscher | 268    |
| 7.   | Jenny Eidolf      | 248    |
| 8.   | Maria Despas      | 224    |
| 9.   | Sylvia Kerfoot    | 220    |
| 10.  | Ann Battelle      | 208    |

| Rang | Name                  | Punkte |
| ---- | --------------------- | ------ |
| 1.   | Jelena Batalowa       | 392    |
| 2.   | Oxana Kuschtschenko   | 384    |
| 3.   | Natalija Rasumowskaja | 364    |
| 4.   | Åsa Magnusson         | 356    |
| 5.   | Annika Johansson      | 348    |
| 6.   | Zuzana Smiercakova    | 336    |
| 7.   | Katherina Kubenk      | 312    |
| 8.   | Lara Rosenbaum        | 308    |
| 9.   | Vicki Simpson-Roxberg | 280    |
| 10.  | Yukako Tanaka         | 268    |

### Podestplätze

#### Moguls
| Datum             | Ort                | Disz. | 1. Platz      | 2. Platz     | 3. Platz            |
| ----------------- | ------------------ | ----- | ------------- | ------------ | ------------------- |
| 5. Dezember 1997  | Tignes             | MO    | Liz McIntyre  | Marja Elfman | Tatjana Mittermayer |
| 19. Dezember 1997 | La Plagne          | MO    | Anja Bolbjerg | Candice Gilg | Kari Traa           |
| 20. Dezember 1997 | La Plagne          | MO    | Marja Elfman  | Ann Battelle | Gabriele Rauscher   |
| 11. Januar 1998   | Mont-Tremblant     | MO    | Candice Gilg  | Ann Battelle | Tatjana Mittermayer |
| 24. Januar 1998   | Whistler-Blackcomb | MO    | Ann Battelle  | Candice Gilg | Kari Traa           |
| 30. Januar 1998   | Breckenridge       | MO    | Jenny Eidolf  | Sara Kjellin | Kelly Ringstad      |
| 9. März 1998      | Hundfjället        | MO    | Tae Satoya    | Marja Elfman | Kari Traa           |
| 14. März 1998     | Zauchensee         | MO    | Kari Traa     | Marja Elfman | Tatjana Mittermayer |

#### Dual Moguls
| Datum            | Ort         | Disz. | 1. Platz     | 2. Platz          | 3. Platz          |
| ---------------- | ----------- | ----- | ------------ | ----------------- | ----------------- |
| 6. Dezember 1997 | Tignes      | DM    | Candice Gilg | Ann-Marie Pelchat | Ann Battelle      |
| 28. Februar 1998 | Châtel      | DM    | Candice Gilg | Marja Elfman      | Brooke Ballachey  |
| 2. März 1998     | Châtel      | DM    | Marja Elfman | Brooke Ballachey  | Ann-Marie Pelchat |
| 10. März 1998    | Hundfjället | DM    | Kari Traa    | Candice Gilg      | Sandra Schmitt    |
| 15. März 1998    | Zauchensee  | DM    | Kari Traa    | Jenny Eidolf      | Jillian Vogtli    |

#### Aerials
| Datum             | Ort                 | Disz. | 1. Platz         | 2. Platz         | 3. Platz         |
| ----------------- | ------------------- | ----- | ---------------- | ---------------- | ---------------- |
| 1. August 1997    | Mount Buller        | AE    | Nikki Stone      | Veronica Brenner | Caroline Olivier |
| 2. August 1997    | Mount Buller        | AE    | Guo Dandan       | Veronica Brenner | Kirstie Marshall |
| 12. Dezember 1997 | Tignes              | AE    | Nikki Stone      | Colette Brand    | Caroline Olivier |
| 16. Dezember 1997 | Piancavallo         | AE    | Nikki Stone      | Veronica Brenner | Jacqui Cooper    |
| 10. Januar 1998   | Mont-Tremblant      | AE    | Ji Xiaoou        | Jacqui Cooper    | Kirstie Marshall |
| 25. Januar 1998   | Blackcomb           | AE    | Nikki Stone      | Jacqui Cooper    | Natalja Orechowa |
| 31. Januar 1998   | Breckenridge        | AE    | Jacqui Cooper    | Nikki Stone      | Colette Brand    |
| 1. März 1998      | Châtel              | AE    | Jacqui Cooper    | Kirstie Marshall | Natalja Orechowa |
| 7. März 1998      | Meiringen-Hasliberg | AE    | Jacqui Cooper    | Nikki Stone      | Michèle Rohrbach |
| 13. März 1998     | Zauchensee          | AE    | Kirstie Marshall | Nikki Stone      | Natalja Orechowa |

#### Ballett
| Datum           | Ort                 | Disz. | 1. Platz              | 2. Platz              | 3. Platz            |
| --------------- | ------------------- | ----- | --------------------- | --------------------- | ------------------- |
| 9. Januar 1998  | Mont-Tremblant      | AC    | Jelena Batalowa       | Natalija Rasumowskaja | Annika Johansson    |
| 23. Januar 1998 | Blackcomb           | AC    | Natalija Rasumowskaja | Jelena Batalowa       | Zuzana Smiercakova  |
| 29. Januar 1998 | Breckenridge        | AC    | Jelena Batalowa       | Natalija Rasumowskaja | Oxana Kuschtschenko |
| 7. März 1998    | Meiringen-Hasliberg | AC    | Jelena Batalowa       | Oxana Kuschtschenko   | Annika Johansson    |
| 13. März 1998   | Zauchensee          | AC    | Jelena Batalowa       | Oxana Kuschtschenko   | Åsa Magnusson       |
| 13. März 1998   | Zauchensee          | AC    | Oxana Kuschtschenko   | Åsa Magnusson         | Jelena Batalowa     |